# 魏該
魏該（？年—328年8月7日）又名魏亥，晉朝將領魏浚族侄，河間王司馬顒參與討伐趙王司馬倫時，任命魏該為將兵都尉。劉曜進攻洛陽時，魏該領兵駐守金墉城。
當時杜預之子杜尹擔任弘農太守，駐扎在宜陽界一泉塢，多次被盜賊劫掠。杜尹向魏該請求援軍，魏派遣其將領馬瞻帶領三百人協助杜尹。結果馬瞻趁其不備，在夜晚襲殺杜尹，並迎接魏該佔據泉塢。荀藩於是任命魏該擔任武威將軍。司馬睿又加封魏該冠軍將軍、河東太守，督護河東、河南、平陽三郡。
隨著劉曜不斷進攻魏該，魏該打算率軍南遷，但是大家不肯，魏該只好獨自一人來到南陽，並被晉朝任命為前鋒都督、平北將軍、雍州刺史。馬瞻則率領魏該的殘軍向劉曜投降。但這些軍人的日子並不好過，於是軍人們派人聯絡魏該，希望他能回歸部隊，魏該於是偷偷回到部隊，同時軍人殺死馬瞻迎接魏該回歸。魏該於是率軍來到新野，率軍協助周訪討平杜曾，朝廷任命魏該擔任順陽太守。
苏峻之乱爆發後，魏該率眾援救建康，駐扎在石頭，受陶侃節度。結果苏峻還沒被鎮壓，魏該就因病去世。

## 延伸阅读
[在维基数据编辑]
 《晉書/卷063》，出自房玄齡《晉書》